# خانه تفضلی

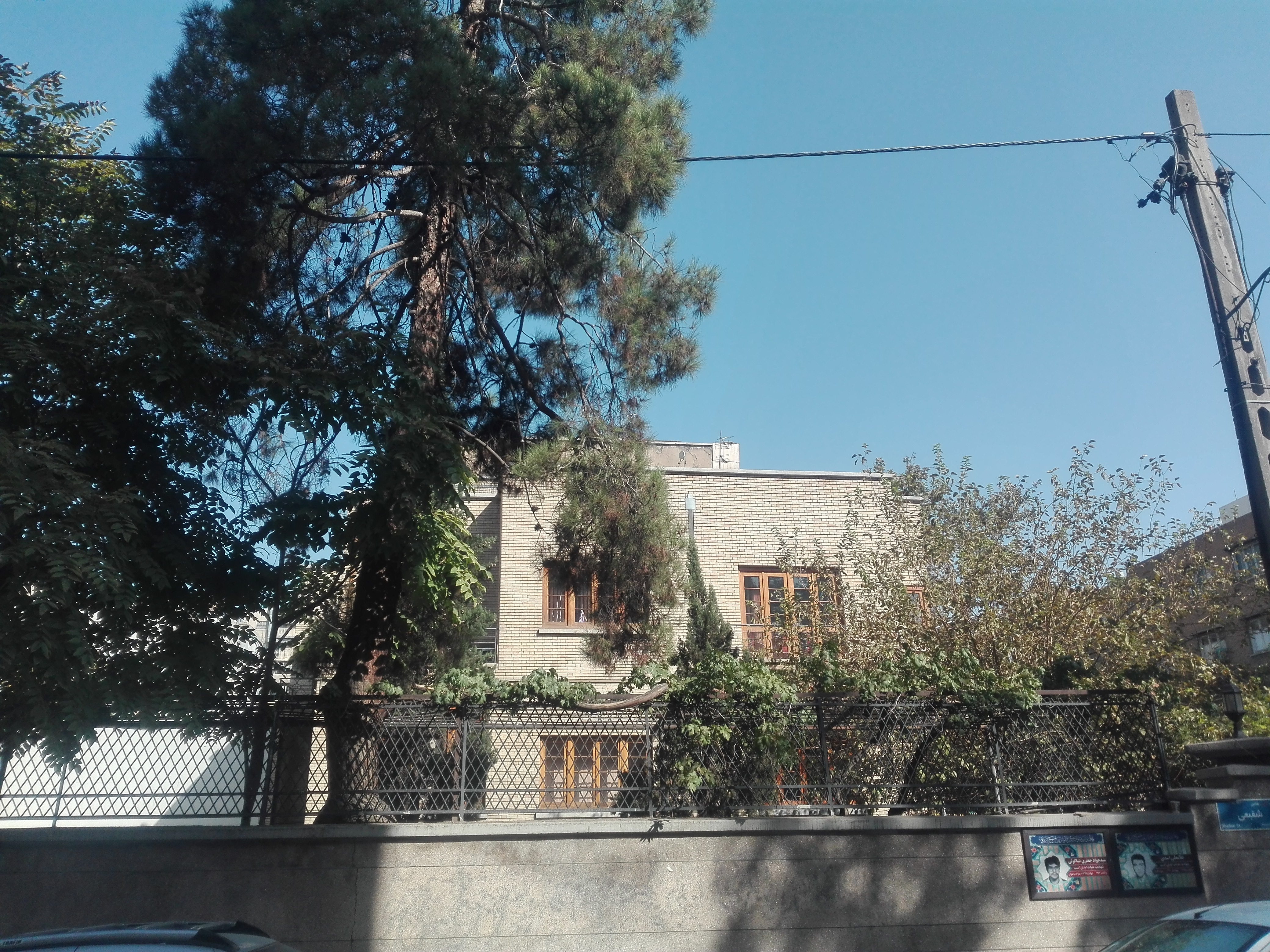
خانه تفضلی

خانه تفضلی مربوط به دوره معاصر است و در تهران، بلوار کشاورز، خیابان وصال شیرازی، نبش کوچه شهید عباس شفیعی، پلاک ۲۸ واقع شده و این اثر در تاریخ ۱۵ دی ۱۳۸۷ با شمارهٔ ثبت ۲۴۳۷۴ به‌عنوان یکی از آثار ملی ایران به ثبت رسیده است.